# Драчево (община Кисела вода)
Вижте пояснителната страница за други значения на Драчево.
Драчево (на македонска литературна норма: Драчево) е селище в Скопското поле.

## География
Драчево е разположено южно от град Скопие, столицата на Северна Македония. По-голямата и нова северна част на Драчево е квартал на Скопие, а традиционната южна част се води като село. Южно от селото е манастирът „Преполовение“.

## История
В края на XIX век Драчево е българско село в Скопска каза на Османската империя. В 1881 година Драчево страда от насилията на Идрис бег. Според статистиката на Васил Кънчов („Македония. Етнография и статистика“) към 1900 година в Драчево живеят 1180 българи християни.
В началото на XX век Драчево е под върховенството на Българската екзархия. По данни на секретаря на екзархията Димитър Мишев („La Macédoine et sa Population Chrétienne“) в 1905 година в Драчево има 1080 българи екзархисти и работи българско училище.
При избухването на Балканската война в 1912 година 4 души от селото са доброволци в Македоно-одринското опълчение.
След Междусъюзническата война в 1913 година селото попада в Сърбия.
В Първата световна война 8 души от селото загиват като войнци в Българската армия.
На етническата си карта от 1927 година Леонард Шулце Йена показва Драчево (Dračevo) като българско село. През 1929 година в Драчево е открита поща.
По време на българското управление във Вардарска Македония в годините на Втората световна война, Ангел Георгиев Райков е български кмет на Драчево от 18 август 1941 година до 24 август 1942 година. След това кметове са Тодор Николов Георгиев от Скопие (28 август 1942 – 3 ноември 1942) и Петър п. Панчев Панарджиев от Скопие (5 ноември 1942 – 9 септември 1944).
Според преброяването от 2002 година село Драчево има 8641 жители, а квартал Драчево – 10 605 жители.
| Националност     | Село Драчево | Квартал Драчево |
| северномакедонци | 7741         | 9269            |
| албанци          | 22           | 179             |
| турци            | 106          | 270             |
| роми             | 339          | 276             |
| власи            | 16           | 28              |
| сърби            | 64           | 225             |
| бошняци          | 268          | 140             |
| други            | 85           | 218             |

В Драчево има църкви „Света Петка“, „Свети Спас“ и православна семинария „Свети Климент Охридски“.

## Личности
Родени в Драчево
- Ангел Георгиев (1880 – ?), български революционер, деец на ВМОРО
- Блажо Кромпир (? – 1911), български революционер, четник при Васил Аджаларски, загинал в Сопища[10]
- Велко Цветанов Блажов (1875 – след 1943), български революционер
- Георги Митрев, български свещеник, през Първата световна война награден с орден „Св. Александър“ за укрепване на националния дух в Македония[11]
- Спас Хр. Шиндар, български революционер, деец на ВМОРО, през Първата световна война, по случай 15-а годишнина от Илинденско-Преображенското въстание, е награден с бронзов медал „За заслуга“ за заслуги към постигане на българския идеал в Македония[12]
- Търпе Кузманов, български революционер, деец на ВМОРО
- Търпе Николов, български революционер от ВМОРО, четник на Дамян Мартинов[13]
- Яне Жежов, български революционер от ВМОРО, едър земевладелец в Драчево[14]